# Dobre Miasto
Dobre Miasto (în germană Guttstadt) este un oraș situat în Voievodatul Varmia și Mazuria, Polonia. Orașul a fost fondat în 1329, în calitate de sediul central al capitolul colegial al eparhiei din Warmia. Cel mai valoros monument al orașului este biserica gotică a Sfântului Mântuitor ”Bazilica Minor” construită în secolul al XIV-lea, ea fiind a doua cea mai mare biserică din Warmia. Dobre Miasto este traversat de către rîul Lyna.